# Senegal op de Olympische Winterspelen 1984
Tijdens de Olympische Winterspelen van 1984, die in Sarajevo (Joegoslavië) werden gehouden, nam Senegal voor de eerste keer deel.

## Deelnemers en resultaten

### Alpineskiën

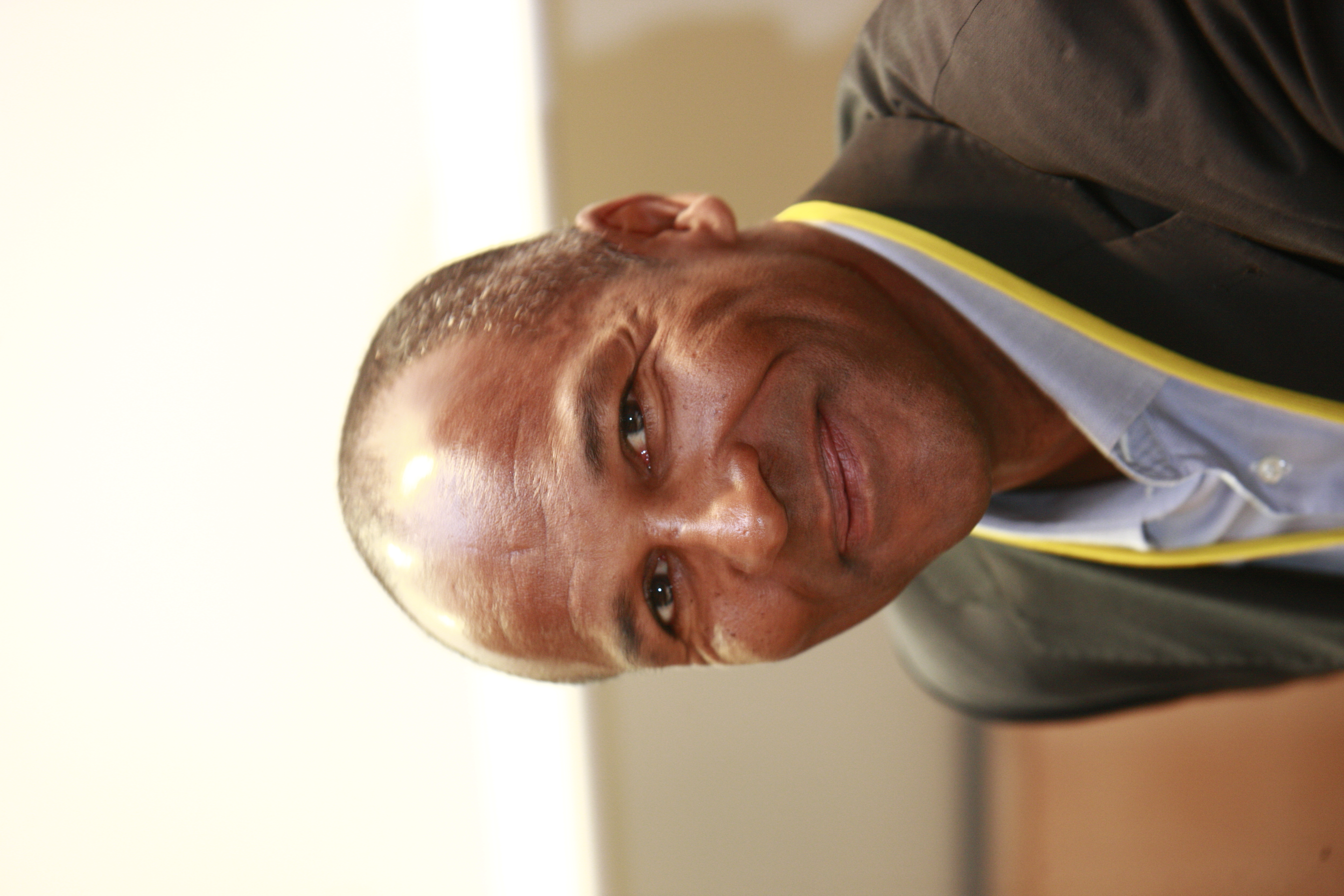
Lamine Guèye

| Olympiër     | Discipline       | Resultaat | Prestatie                        |
| ------------ | ---------------- | --------- | -------------------------------- |
| Lamine Guèye | afdaling (m)     | 51e       | 1.59,64 (+14,05)                 |
| Lamine Guèye | reuzenslalom (m) | 57e       | 3.28,67 (+47,49) 1.42,63+1.46,04 |

Andorra · Argentinië · Australië · België · Bolivia · Bondsrepubliek Duitsland · Britse Maagdeneilanden · Bulgarije · Canada · Chili · China · Chinees Taipei · Costa Rica · Cyprus · Duitse Democratische Republiek · Egypte · Finland · Frankrijk · Griekenland · Groot-Brittannië · Hongarije · IJsland · Italië · Japan · Joegoslavië · Libanon · Liechtenstein · Marokko · Mexico · Monaco · Mongolië · Nederland · Nieuw-Zeeland · Noord-Korea · Noorwegen · Oostenrijk · Polen · Puerto Rico · Roemenië · San Marino · Senegal · Sovjet-Unie · Spanje · Tsjecho-Slowakije · Turkije · Verenigde Staten · Zuid-Korea · Zweden · Zwitserland